# 徳島県立徳島学院
徳島県立 徳島学院（とくしまけんりつ とくしまがくいん）は、徳島県鳴門市大麻町板東にある児童自立支援施設である。鳴門市大麻中学校広塚分校が併設されている。

## 概要
児童福祉法に基づいて徳島県が設置した児童福祉施設。学校や家庭で適応が困難な18歳未満の子どもたちを全寮制により支援育成している。鳴門市の大麻山に位置し、施設付近は大麻山県立自然公園となっている。
生活指導、学習指導、作業指導を中心に児童の能力を開発して人格の調和的発達を図り、社会に適応して自己実現ができる態度の育成を目標としている。

## 沿革
- 明治33年3月10日　感化法が公布される。
- 明治42年1月1日　徳島県において感化法が施行され、阿波国慈恵院が代用感化院となる。
- 大正12年3月31日　代用感化院が廃止され、県立感化院（徳島市沖洲町）が設置され、徳島学院と命名される。
- 昭和9年10月10日　法改正により少年救護法が施行され、少年教護院徳島学院となる。
- 昭和23年1月1日　法改正により児童福祉法が施行され、教護院徳島学院となる。
- 昭和29年9月20日　現在の場所（鳴門市大麻町板東）に移転される。
- 平成10年4月1日　改正児童福祉法が施行され、児童自立支援施設徳島学院になるとともに、施設長に学校教育法に規定する保護者に準じて入所児童を就学させる義務が課される。
- 2002年（平成14年）4月01日　徳島学院内に大麻中学校広塚分校及び板東小学校広塚分教室が開設され、義務教育が開始される。

## 所在地等
- 〒779-0203 徳島県鳴門市大麻町板東字広塚35

## 交通
鉄道
- JR高徳線板東駅下車徒歩約30分。

バス
- 徳島バス、徳島駅発「大麻比古神社」行終点下車徒歩約10分。